# Les Accommodements du désir
Les Accommodements du désir est une peinture à l'huile  de style surréaliste avec une technique de collage réalisée en 1929 par l'artiste espagnol Salvador Dalí. Le tableau est conservé au Metropolitan Museum of Art de New York.

## Histoire
Dalí a été inspiré pour créer l'œuvre après une promenade avec sa future épouse Gala Dalí, qui était à l'époque mariée à son collègue surréaliste Paul Éluard, et avec laquelle Dalí avait une liaison. Le tableau représente supposément l'anxiété de Dalí face à la situation et à ce que l'avenir lui réserve. La peinture mythifie également la relation de Dali avec son père.
L'œuvre peinte se compose principalement de sept gros cailloux, chacun avec un symbole différent qui, selon Dali, anticiperait une conséquence possible de sa relation cachée.
La peinture utilise des découpes collées d'un livre pour enfants, dont le style visuel présente une ressemblance frappante avec l'esthétique de la peinture elle-même.